# Borszéki Márta
Borszéki Márta névvariáns: Borszéky Márta (Budapest, 1955. április 9. –) magyar bábszínésznő, színésznő.

## Életpályája
1979-ben végzete el az Bábszínészképző Tanfolyamot. 1978-tól az Állami Bábszínházban szerepelt. 1982-ben és 1983-ban Televíziós bábfilm nívódíjat kapott.

## Fontosabb színházi szerepei
- Manuel de Falla – Balogh Géza: Pedro mester bábszínháza.... Kikiáltó
- Alfred Jarry: Übü király.... Bugriszláv királyfi
- Matvejeva – Mészöly Miklós: A csodálatos kalucsni.... Tapsi
- Vörösmarty Mihály: Csongor és Tünde.... Tünde
- Török Sándor – Tóth Eszter: Irány az Ezeregyéjszaka!.... Szabó Ági
- Tóth Eszter: A három kismalac.... Nyafi
- Urbán Gyula: Két kicsi pingvin.... Ping
- Benedek András: Százszorszép.... Százszorszép
- Petre Ispirescu: A Zöld császár lánya.... Ilonka, a császár harmadik lánya
- Szabó Magda: Tündér Lala.... Gigi
- Tóth Judit: A repülő kastély.... Szegényasszony

## Filmek, tv
- Százszorszép (1983)
- A tücsök hegedűje (1983)
- Kinizsi (1983)
- A furfangos csecsemő (1985)